# Система Ричи — Кретьена
Система Ричи — Кретьена — оптическая схема телескопов-рефлекторов, вариация системы Кассегрена, изобретённая в начале XX столетия. Наиболее распространённая схема в научных телескопах (например, «Хаббл»).

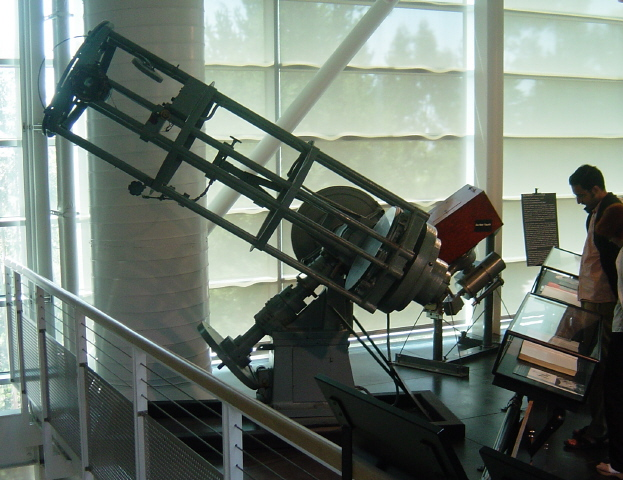
Первый рабочий экземпляр телескопа РК

Оптическая схема телескопа Ричи — Кретьена

## История

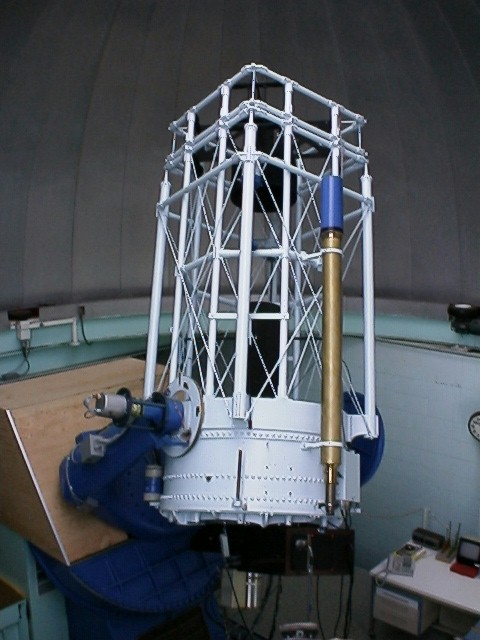
1-метровый экземпляр телескопа РК

Изобретена система американским астрономом Джорджем Ричи и французским астрономом Анри Кретьеном (фр.) в начале 1910-х годов. Первый рабочий экземпляр был создан в 1927 году и имел апертуру 60 см. Второй был уже на 102 см.
Особенность системы Ричи — Кретьена, отличающая её от большинства других вариантов системы Кассегрена — отсутствие комы третьего порядка и сферической аберрации. С другой стороны, велик высокоугловой астигматизм и кривизна поля; последнее, впрочем, исправляется уплощителем поля. Как и прочие кассегрены, имеет короткий корпус, вторичное зеркало, которое в случае системы Ричи — Кретьена является гиперболическим и препятствует появлению комы и способствует широкому полю.